# Giorgio Torraca
Giorgio Torraca (* 11. September 1927 in Padua; † 25. September 2010 in Rom) war ein italienischer Chemiker und Restaurator.

## Leben
Giorgio Torracas Vater war der Journalist und langjährige Impresario des Teatro Eliseo in Rom, Vincenzo Torraca. Seine Mutter war Präsidentin der italienischen Frauenvereinigung. Giorgio Torraca erwarb 1950 einen Abschluss im Fach Chemie an der Universität La Sapienza in Rom und nahm anschließend ein Master-Studium am Case Institute of Technology, der heutigen Case Western Reserve University in Cleveland, Ohio, auf, das er 1953 abschloss.
Danach arbeitete er an der ingenieurwissenschaftlichen Fakultät der Universität La Sapienza und wurde Berater beim renommierten Instituto Centrale per il Restauro in Rom. Dort konzentrierte sich die Forschung und das Wissen um architektonische Konservierung. Unter anderem arbeiteten dort der Kunsthistoriker und Kritiker Cesare Brandi und die Paolo und Laura Mora, beide renommierte Konservatoren für Wandmalerei. Torraca knüpfte in jenen Jahren intensive wissenschaftliche Kontakte mit dem British Museum in London.
Nach einem kurzen Intermezzo in den Laboratorien einer Gesellschaft der Elektronikindustrie übernahm Torraca den Lehrstuhl für Technologie und Materialwissenschaften an der Universität La Sapienza. Bei der Arno-Flut in Florenz 1966 wurde er als Koordinator für die internationalen Hilfsleistungen zu Rate gezogen. Ab 1969 lehrte er auch an der Spezialistenschule für Restaurierung der Universität La Sapienza und war bis 2000 als Vizedirektor an der Leitung des interdisziplinären Forschungszentrums für Konservierung Centro di Ricerca in Scienza e Tecnica per la Conservazione (Cistec) beteiligt. Von 1971 bis 1986 war er auch Vizepräsident des International Centre for the Study of the Preservation and Restauration of Cultural Property (ICCROM).
Bei seinen häufigen Besuchen in Großbritannien unterstützte Torraca als Berater bis in die 1990er Jahre hinein die archäologischen Arbeiten am elisabethanischen Theater The Rose in London. 1992 war er Berater bei der Reinigung der Sixtinischen Kapelle in Rom. 2004 bis 2009 war er Mitglied des Komitees für die Stabilisierung des Schiefen Turms von Pisa. Bis zu seiner tödlichen Erkrankung beriet er außerdem das Getty Conservation Institute (CGI) in Los Angeles zur Konservierung brüchiger historischen Fresken.
Giorgio Torraca starb an einer Lungenentzündung.

## Publikationen und Lehre
Durch seine Publikationen, die in viele Sprachen übersetzt wurden, verhalf Giorgio Torraca zu einem tieferen Verständnis der physikalischen und chemischen Prozesse, die dem Verfall historischer Monumente zugrunde liegen, sowie den grundsätzlichen Methoden des Entgegenwirkens. Großen Wert legte er auf Klarheit und Einfachheit der Darstellung. Er setzte sich für das Zusammenwirken Wissenschaftlern verschiedener Disziplinen ein, sprach sich für die Mitwirkung von Natur- und Ingenieurwissenschaftlern bei der Konservierung und Restaurierung aus, legte in diesem Zusammenhang jedoch Wert darauf, die Grenzen der technischen Methoden klar darzulegen.
Zu seinen bekannten Werken gehören:
- Solubility and Solvents for Conservation Methods. ICCROM, Rom 1975.
- Porous Building Materials. ICCROM, Rom 1981
Deutsche Ausgabe: Poröse Baustoffe. Der Apfel, Wien 1986.

## Ehrungen
Torraca wurde mit einer Reihe von Ehrungen ausgezeichnet, darunter 1986 der Forbes-Preis des Londoner International Institute of Conservation und 1990 der ICCROM Award.